# Joseph Luker
Joseph Luker (también escrito como Lucar y Looker; c.  1765-26 de agosto de 1803) fue un agente de polícia y anteriormente convicto británico, transportado a la Colonia de Nueva Gales del Sur en el velero de 12 cañones Atlantic como parte de la Tercera Flota. Después de cumplir su condena se unió a la incipiente fuerza policial de la colonia. En la noche del 25 al 26 de agosto de 1803, mientras investigaba un robo, fue asesinado a golpes, convirtiéndose en el primer oficial de policía asesinado en el cumplimiento del deber en Australia. Aunque algunos de sus colegas estuvieron implicados en su muerte, nadie fue condenado por su asesinato. 

## Transporte
El 23 de junio de 1789, Luker y un cómplice, James Roche, fueron detenidos con 84 libras de plomo, por valor de 10 chelines (equivalente a £ 62,84 en 2020), que se habían retirado de las canaletas de la casa de George Dowling en Mile Fin New Town, Inglaterra. Un testigo, Simeon Wood, dijo que los prisioneros se habían llevado el plomo sobre los hombros y lo arrojaron por un agujero en una casa vacía. Cuando se le acercó, Luker había amenazado a Simeon con una navaja de bolsillo sin abrir.
Luker y Roche intentaron por separado crear una coartada conjunta, pero sus historias no coincidieron. Roche dijo que se encontraron en Spicer Street de camino al trabajo, y Luker dijo que se encontraron en Lamb Alley y fueron a tomar una cerveza. Los presos comparecieron ante el tribunal de Old Bailey en Londres el 8 de julio, donde fueron declarados culpables y condenados a 7 años de destierro penal.
El 27 de marzo de 1791, Luker partió de Portsmouth, Inglaterra, a bordo del velero de 12 cañones Atlantic, parte de la Tercera Flota. Transportaba a 220 convictos, de los cuales 18 murieron en el viaje, y llegó a Australia el 20 de agosto de 1791. Su sentencia expiró en 1796 y Luker, emancipado, se unió a Night Watch, una fuerza policial incipiente, que fue reemplazada por la Sydney Foot Police. Se casó con Ann Chapman en Parramatta en 1797.

## Asesinato
En la noche del 25 de agosto de 1803, robaron el burdel de Mary Breeze y los ladrones se llevaron consigo un escritorio portátil que contenía documentos legales y 24 guineas (equivalente a £ 2352,75 en 2020), siendo este solo uno de una serie de robos que había tenido lugar en la zona. Breeze denunció el robo al agente Luker, que vivía en la misma calle que el establecimiento de Breeze. Luker le dijo a Breeze que creía saber quién estaba involucrado y que investigaría una vez que su patrulla comenzara a la medianoche.
El cuerpo de Luker fue encontrado antes del amanecer del 26 de agosto de 1803, detrás del establecimiento de Breeze en Back Row East (ahora Phillip Street, Sídney). Había recibido dieciséis heridas en la cabeza; la guarda de su propia arma estaba incrustada en su cráneo. Cerca de su cuerpo se encontró la rueda de una carretilla y el escritorio de la Sra. Breeze, ambos cubiertos de sangre.
El cirujano John Harris del Cuerpo de Nueva Gales del Sur tomó la custodia del cuerpo para llevar a cabo la investigación. Harris concluyó que se habían utilizado al menos cuatro armas, tres de las cuales fueron identificadas: el escritorio y la rueda, así como el propio alfanje de Luker. Llegó a la conclusión de que para que la protección del arma se incrustara tanto en su cráneo, necesariamente habría sido blandida por un agresor que sostenía la hoja.

## Investigación y juicio
Luker había implicado a su compañero policía Isaac Simmonds en el robo, cuando habló con Breeze durante la noche antes de su muerte. Simmonds fue detenido rápidamente y se encontraron ropas manchadas de sangre en su habitación. Un testigo también lo había reconocido antes, mientras intentaba limpiar la sangre del escritorio. Un socio de Simmonds y Luker, el agente William Bladders, también fue encontrado con ropa manchada de sangre, y el marco ensangrentado de una carretilla fue encontrado en el patio frente a su alojamiento.
Otro agente, John Russell, estuvo implicado en el robo. Joseph Samuel (también conocido como Samuels) y Richard Jackson también fueron detenidos por su participación en el crimen. Simmonds y Bladders fueron acusados de homicidio intencional. Simmonds fue absuelto en el juicio por falta de pruebas después de convencer al tribunal de que las manchas de sangre en la ropa se debían a sus frecuentes hemorragias nasales. Bladders también fue absuelto, después de convencer al tribunal de que la sangre procedía de su matanza anterior de un cerdo.
La investigación tardó cinco horas en dar el veredicto. Russell, Samuel y Jackson fueron acusados de allanamiento de morada. Russell fue absuelto por falta de pruebas. Jackson admitió el robo y realizó una delación premiada contra Samuel. Samuel se declaró culpable del robo, pero negó cualquier participación en la muerte de Luker. Samuel fue declarado culpable de allanamiento de morada; fue condenado a la horca.
La ejecución de Samuel estaba programada para el 26 de septiembre de 1803. Cuando se le pidió unas últimas palabras, volvió a afirmar su inocencia del asesinato de Luker y acusó a Simmonds. Dijo que mientras estaban en una celda esperando juicio, Simmonds se había atribuido la responsabilidad y que la conversación fue en hebreo. Hubo tres intentos fallidos de ahorcar a Samuel: dos veces la cuerda se rompió y una vez el nudo se deshizo. Esto fue seguido por un «clamor público», y una hora después de esa respuesta, el gobernador Philip Gidley King reclamó que hubo una intervención divina y conmutó su sentencia por cadena perpetua. Samuel finalmente fue enviado a trabajar en las minas de carbón en King's Town (actual Newcastle). Según Rachel Franks, la narración de los hechos que más se cuenta es la de Samuel, «el hombre al que no pudieron ahorcar», no la de Luker. Franks cree que la única razón por la que se menciona a Luker en estas narraciones es porque fue el primer oficial de la ley que murió en el cumplimiento del deber en Australia.

## Entierro y memoriales
Luker fue enterrado en el Old Sydney Burial Ground el 28 de agosto de 1803. La procesión fue seguida por todos los miembros de la policía, con cuatro agentes como portadores del féretro, incluido Simmonds. Más tarde ese año se colocó una lápida, grabada con una calavera y huesos y un alfanje; tenía 4 pies (1,2 metros) de altura. El epitafio fue transcrito en el Sydney Gazette el 6 de noviembre de 1803.
Como la lápida ya no existe, se desconoce si la fecha incorrecta de la muerte (19 de agosto de 1803) se grabó en la lápida o si fue solo un error en la transcripción del periódico. Con la construcción del Ayuntamiento de Sídney en el sitio del Old Sydney Burial Ground en 1869, los cuerpos fueron retirados y vueltos a enterrar en el cementerio de Rookwood. Luker y otros dos policías se encontraban entre estos cuerpos.
En las décadas de 1980 y 1990, las asociaciones policiales intentaron establecer un monumento a los policías muertos en el cumplimiento del deber. El Monumento a la Policía Nacional en King's Park en Canberra se inauguró el Día del Recuerdo de la Policía Nacional, el 29 de septiembre de 2006. El agente Joseph Luker es el primer nombre en el muro conmemorativo del Monumento a la Policía Nacional.